# توماس هيوز (سياسي)
توماس هيوز (بالإنجليزية: Thomas Hughes)‏ هو سياسي أسترالي، ولد في 9 سبتمبر 1892 في ساوث ملبورن في أستراليا، وتوفي في 6 أغسطس 1980 في أستراليا. حزبياً، نشط في حزب العمال الأسترالي. وقد انتخب عضو الجمعية التشريعية لأستراليا الغربية.